# Berserk
Berserk (ベルセルク, Beruseruku) és una franquícia japonesa de manga creada per Kentaro Miura. L'obra té lloc en un món inspirat en l'Europa medieval, i se centra en la vida d'en Guts i la seva relació amb en Griffith, la Banda del Falcó i el destí o causalitat. En aquest món, en Guts ha de lluitar contra tota mena d'enemics: humans, éssers mitològics, dimonis o fins i tot ell mateix.
Miura primerament va crear un prototip de Berserk el 1988. La sèrie, però, va començar l'any següent a la revista de manga Gekkan Animal House de l'editorial Hakusensha, que va ser substituïda el 1992 per la revista bimensual Young Animal, on Berserk ha continuat la seva publicació. Després de la mort de Miura el maig del 2021, el darrer capítol en el qual va treballar es va publicar pòstumament el setembre del mateix any; la sèrie es va reprendre el juny de 2022, supervisada pel seu company de feina i amic de la infantesa Kouji Mori, a més del grup d'assistents i aprenents de Miura de Studio Gaga.
Berserk ha estat adaptat en diferents formats. Primer de tot OLM va fer-ne un anime de 25 capítols que va cobria l'arc de la història de l'Edat Daurada, i es va emetre d'octubre de 1997 a març de 1998. L'arc de l'Edat Daurada també es va adaptar a una trilogia de pel·lícules d'anime emeses al cinema; les dues primeres pel·lícules es van estrenar el d'anime de 24 capítols es va emetre durant dues temporades el 2016 i el 2017.
A setembre de 2023, el manga de Berserk tenia més de 60 milions de còpies en circulació, incloent-hi les versions digitals, la qual cosa la converteix en una de les sèries de manga més venudes de tots els temps. Va rebre el Premi a l'Excel·lència al 6è lliurament del Premi Cultural Tezuka Osamu l'any 2002. Berserk ha estat àmpliament aclamat, sobretot per la seva ambientació fosca, la narració, els personatges i les il·lustracions detallades de Miura.
El manga ha estat editat en català per Panini Comics.

## Història
La història de Berserk es divideix en cinc grans arcs argumentals:

### I. L'Espadatxí Negre (黒い剣士, Kuroi kenshi)
Aquest arc va servir per a introduir el manga mostrant-ne els trets més habituals, una presentació davant del gran públic. Aquesta tàctica és força habitual tal com podem observar en altres mangues, sent un clar exemple el de Bola de Drac d'Akira Toriyama amb la primera recerca de boles de drac. Sol passar que aquestes parts inicials no acaben d'encaixar al cànon posterior de la sèrie donada la distància temporal i la relativa superficialitat en què es mostra, i per això s'ha de tractar amb certa prudència.
Aquí hi descobrim els personatges principals tant els principals protagonistes com són Guts (el principal), en Pakk i (molt probablement tot i que encara que no s'ha confirmat) el Nen Misteriós com els antagonistes inferiors (els apòstols) i els superiors resumits en "la mà de Déu" (Conrad, Femto, Void, Ubik i Slan) del que Femto es mostra amb una rellevància especial.

### II. L'Edat Daurada (黄金時代,Ōgon jidai)
A aquest arc, un cop el manga ja s'havia mostrat com un èxit, es dona la profunditat al personatge mostrant-ne el passat fins a enllaçar amb el primer arc i mostrant els inicis dels seus amors i enemics fins a quasi enllaçar amb la història que apareix al primer arc.
S'inicia amb el tètric descobriment del nadó que més endavant seria Guts, els seus pares adoptius, la seva desastrosa infantesa i abusos soferts i finalment la incorporació a la Banda del Falcó, un grup de joves mercenaris on hi descobriria els seus primers amics estables i l'amor. En aquest moment apareixen més personatges de vital importància com són en Griffith, la Kiaska, la princesa Charlotte i de manera indirecta se'ns fa referència a en Pakk.

### III. Arc de la Condemnació (断罪篇,Danzai-hen)
A dins d'aquest arc neix la divisió en capítols.
Capítol dels Nens Perduts (ロスト・チルドレンの章, Rosuto Chirudoren no shō)

Serveix per a reiniciar el fil de la història on s'havia deixat a l'arc de l'Espadatxí Negre mostrant una evolució posterior als fets del mateix. En aquest arc se'ns presenta els personatges destacats de na Farneze i en Serpico així com l'Ishidor.
Capítol de l'Encadenament (縛鎖の章, Bakusa no shō)

Bàsicament és la recerca que fa en Guts per retrobar-se amb la Casca. Serveix per entendre la situació en què viu el món en general en el que el manga s'hi ambienta.
Capítol de la Cerimònia del Naixement (生誕祭の章, Seitansai no shō)

En acabar aquesta part el manga ja té la base necessària per iniciar l'escalada que el durà al final. Es reintrodueix en Griffith i se'ns presenta la reencarnació de Femto com un déu amb forma humana.

### IV. Arc del Falcó Mil·lenari (千年王国の鷹編,Mireniamu Farukon-hen)
Guts inicia el seu viatge cap a l'Illa dels Elfs per curar la Casca i es forma el que serà el nou equip d'amics que l'ajudarà.
Capítol de les Memòries de la Santa Guerra Demoníaca (聖魔戦記の章, Seima senki no shō)

Se'ns revela el món de la màgia i s'introdueix un nou personatge d'alta importància: la Xierque (i la seva companya elf Evarel·la).

Pel que fa als enemics, amb la reencarnació de Femto es comença a conformar un exèrcit que unifica totes les forces del mal i, enganyant als humans, agrupa els exèrcits dels diferents regnes formant un poder únic al món.
Capítol de Falcònia (鷹都の章, Farukonia no shō)

L'exèrcit del mal triomfa en la seva conquesta de Midland i Femto pren possessió de la nova capital de l'imperi: Falcònia. Per l'altra banda apareix el Nen Misteriós i els protagonistes inicien el seu viatge a l'Illa dels Elfs.

### V. Arc de Fantasia
El món comença a mostrar-se tal com ha quedat després de la transformació que patí causada per la victòria d'en Femto.
Capítol de l'Illa dels Elfs
Guts i Casca descobreixen la realitat del que han viscut, així com la realitat de qui és el Nen Misteriós, de què li va succeir a en Griffith i a on s'amaga en Femto.

## Personatges

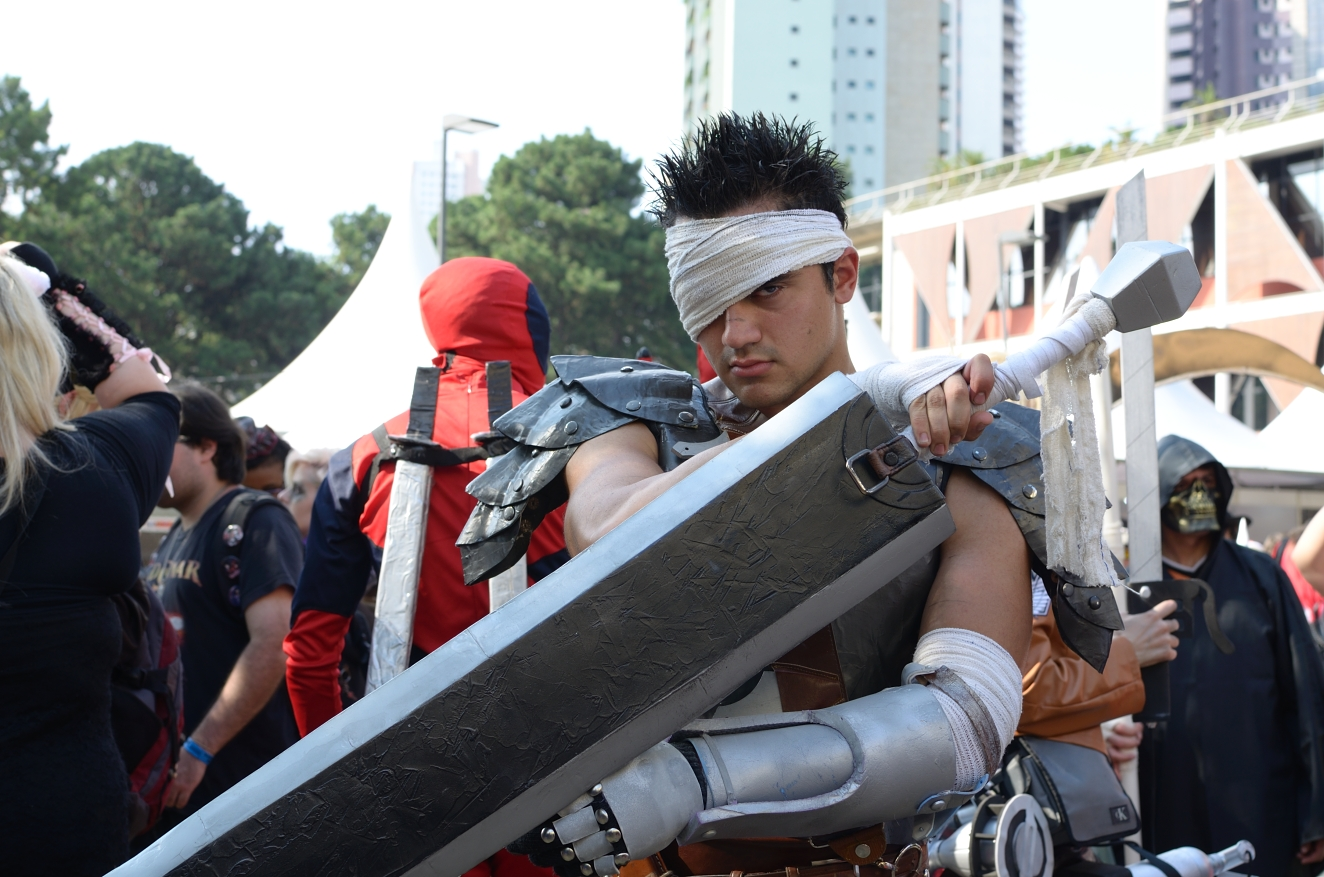
Cosplay de Guts

- Guts (ガッツ, Gattsu) és el protagonista principal de Berserk. És un home molt fort i resistent, que porta una gran espasa per lluitar.

- Griffith (グリフィス, Gurifisu) és el líder de la Banda del Falcó. És un gran estrateg i per aconseguir el seu somni faria absolutament qualsevol cosa.

- Casca (キャスカ, Kyasuka) és una mercenària sota les ordres d'en Griffith. La seva habilitat amb l'espasa només és superada per en Guts i en Griffith dins la banda.

## Terminologia

### Behelit

Behelit

Un behelit és un petit objecte ovalat com un ou, amb els elements facials d'un humà repartits aleatòriament sobre la seva superfície, fet que li dona un toc desconcertant. En realitat, el behelit té vida pròpia i emet una aura de terror.
Un behelit és una clau utilitzada per la humanitat per invocar a la Mà de Déu, un grup de poderosos dimonis, servents del Déu de l'univers Berserk. Tot i això, la gent no troba els behelits, si no que ells acaben apareixent davant la gent que està destinada a tenir-lo manipulant la casualitat.
A l'anime, només es mostra un behelit, el vermell d'en Griffith. També conegut com a Ou del Rei, aquest behelit és d'un tipus únic. Va arribar a mans d'en Griffith quan era petit mitjançant una vella mística. Aquells que tenen un behelit vermell estan destinats a convertir-se en reis a través del sacrifici de la carn i la sang d'un mateix i d'altres.
Griffith estava destinat a trobar aquest behelit vermell, ja que el seu destí era convertir-se en un nou membre de la Mà de Déu. En aquest aspecte, el seu behelit era únic. Els altres behelits que es veuen a la sèrie, són menors a aquest, ja que són utilitzats per convertir als humans que els utilitzen en Apòstols, persones que ofereixen el que més estimen a canvi d'escapar del seu destí i de les seves penúries, que es transformen en criatures monstruoses com una manifestació del seu ego.
En qualsevol dels casos, el ritual implicat en la creació d'un nou Apòstol o un nou membre de la Mà de Déu, transcorre de la mateixa manera: El mortal que posseeix el behelit ha de tenir un intens desig d'alliberament de la seva situació propiciada per la casualitat. Llavors el behelit "desperta" si està a prop o amb contacte directe de sang i els seus trets humans s'alineen formant una cara amb els ulls oberts i sagnant i la boca oberta com cridant. Llavors la Mà de Déu és invocada i mitjançant una fissura de la seva dimensió, invita al mortal a obtenir un poder sobrenatural a canvi d'un sacrifici.
L'origen de la paraula prové de la paraula síria beherit, 'Gran duc de l'infern'.

### La Marca del Sacrifici
Aquells sacrificats són marcats amb la Marca del Sacrifici de la Mà de Déu, una ferida a la pell, que sagna i fa mal a la víctima quan estan a prop d'un dimoni. Com més poderós sigui el dimoni, més mal farà la Marca i més sagnarà, fent insuportable el dolor, per exemple, en presència de la Mà de Déu.
Com a part de la cerimònia, la Mà de Déu crida als Apòstols per celebrar una matança amb aquells que són marcats. Normalment, aquests que obtenen la Marca són persones importants pel que activa el behelit, ja que la cerimònia necessita que aquest sacrifiqui algú estimat per convertir-se en un Apòstol o un nou membre de la Mà. En altre cas, la cerimònia no es duria a terme.
En teoria, cap dels sacrificats sobreviu al ritual, però en cas de sobreviure, aquests tenen la Marca per sempre, amb la qual cosa, a qualsevol lloc que vagin, mai trobaran descans, ja que al caure la nit, tots els esperits de la zona aniran a reclamar la carn i la sang d'aquells amb la Marca del Sacrifici.
Dos dels supervivents del ritual de sacrifici són la Casca i en Guts.

## Manga
Escrit i il·lustrat per Kentaro Miura, Berserk va debutar a la revista Gekkan Animal House de Hakusensha l'agost de 1989 (número d'octubre). Hakusensha va publicar el primer volum tankōbon de Berserk amb el seu segell Jets Comics el 26 de novembre de 1990. El 1992, el manga va passar a ser publicat a la revista Young Animal, i Miura va continuar la publicació irregular de la sèrie a la revista bimensual abans de la seva mort el maig de 2021; la sèrie va reprendre la publicació el juny de 2022, amb la supervisió del seu company de feina i amic de la infància, Kouji Mori, i il·lustracions del seu grup d'assistents i aprenents de Studio Gaga. El juny de 2016, el segell Jets Comics de Hakusensha es va reanomenar Young Animal Comics i els primers trenta-set volums de Berserk es van tornar a publicar amb noves cobertes. El 41è volum pòstum va arribar tant en edicions regulars com especials, l'última incloïa un llenç especial dibuixat per Miura i un CD drama. A 6 de juny de 2024, el darrer volum publicat és el 42è, el 29 de setembre de 2023.
El manga va arribar en català el 22 de juny de 2023 de mans de l'editorial Panini, en l'edició recopilatòria Maximum Berserk.

## Anime

### Primera sèrie (1997–1998)
Berserk va ser adaptat a una sèrie de televisió d'anime de 25 episodis, produïda per Nippon Television i VAP, animada per Oriental Light and Magic i dirigida per Naohito Takahashi. El primer episodi comença amb l'arc de l'espadatxí negre i després passa a l'arc de l'edat daurada. Es va emetre al Japó per Nippon TV del 8 d'octubre de 1997 a l'1 d'abril de 1998.

### Cicle de pel·lícules (2012-2013)
L'arc de l'edat daurada de Berserk va ser adaptat per Studio 4°C a una trilogia de pel·lícules d'anime per a cinema. La primera pel·lícula, Haou No Tamago ('l'ou del rei'), es va estrenar al Japó el 4 de febrer de 2012. La segona pel·lícula, Doldrey Koryaku ('La batalla de Doldrey'), es va estrenar al Japó el 23 de juny de 2012. La tercera pel·lícula, Kourin ('L'arribada'), es va estrenar al Japó l'1 de febrer de 2013. Una edició de televisió remasteritzada, etiquetada com a "Edició Memorial" es va emetre del 2 d'octubre al 25 de desembre de 2022.

### Segona sèrie (2016-2017)
Una segona adaptació anime de Berserk va ser produïda per Liden Films i animada per GEMBA i Millepensee. La primera temporada de 12 episodis de la sèrie va cobrir l'arc de Convicció del manga. Es va emetre al bloc de programació d'anime Animeism de Wowow i MBS de l'1 de juliol al 16 de setembre de 2016. Una segona temporada de 12 episodis, que cobria la primera meitat de l'arc del falcó mil·lenari del manga, es va emetre del 7 d'abril al 23 de juny de 2017.

## Recepció
El capítol prototip de Berserk de 1988 va quedar segon al setè premi ComiComi's Manga-School. El manga va ser finalista de la segona, tercera, quarta i cinquena entrega del Premi Cultural Tezuka Osamu el 1998, 1999, 2000, i 2001, respectivament. El 2002, va guanyar a Miura el Premi a l'Excel·lència en la sisena entrega del Premi Cultural Tezuka Osamu, que va ser atorgat juntament amb Takehiko Inoue, que va guanyar el Gran Premi per Vagabond. Berserk va ser un dels treballs recomanats pel jurat de la Divisió de Manga a la cinquena i la sisena entrega dels premis Japan Media Arts Festival el 2001 i el 2002, respectivament. Berserk: Birth of the Black Swordsman, un vídeo comercial de 15 segons per a l'adaptació de la sèrie de televisió d'anime del 2016, va ser un dels treballs recomanats pel jurat de la Divisió d'Entreteniment a la 20a entrega dels premis Japan Media Arts Festival el 2017.
El 2016, Berserk va ocupar el lloc 38 a la 17ena llista del "Llibre de l'any" de la revista Da Vinci; va ocupar el lloc 44 a la llista 22 el 2022. A l'enquesta Manga Sōsenkyo 2021 de TV Asahi, en la qual 150.000 persones van votar per les 100 millors sèries de manga, Berserk va ocupar el lloc 91.
El 2007, el manga va rebre el premi al millor manga seinen als premis Japan Expo. Berserk va guanyar el Gran Premi Anime i Manga d'AnimeLand de França al millor Seinen clàssic el 2008, 2009 i 2013.[199] Va guanyar el premi al millor seinen al Manga Barcelona els anys 2013 i 2021. El catorzè volum nord-americà de l'edició de luxe de Dark Horse Comics va ser nominat als premis Harvey en la categoria de Millor Manga el 2024.